# Швабица
„Швабица” је југословенски ТВ филм из 1968. године. Режирао га је Влада Петрић а сценарио су написали Влада Петрић и Људмила Станојевић на основу истоимене приповетке Лазе Лазаревића.

## Улоге
| Глумац            | Улога   |
| ----------------- | ------- |
| Милена Дравић     | Ана     |
| Душан Ђурић       | Миша    |
| Драган Зарић      | Јоца    |
| Љубиша Бачић      | Попеску |
| Петар Банићевић   |         |
| Северин Бијелић   |         |
| Дара Чаленић      | Клара   |
| Рахела Ферари     |         |
| Душан Голумбовски |         |
| Ђорђе Јовановић   |         |
| Мило Мирановић    |         |
| Милош Жутић       |         |